# Liste der Kulturdenkmale im Welterbe Oberes Mittelrheintal

Logo des UNESCO Welterbes Oberes Mittelrheintal

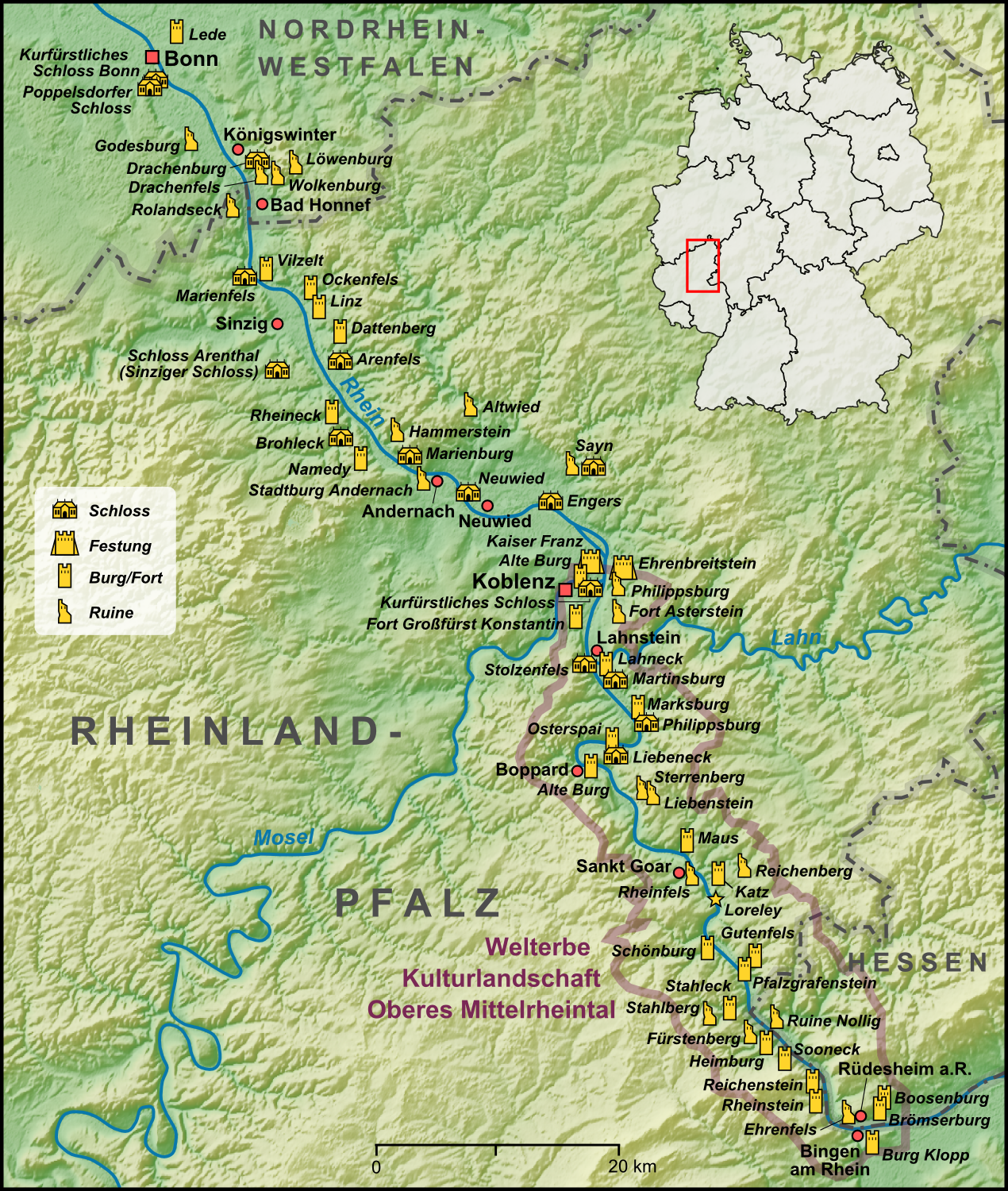
Karte des Mittelrheins mit dem Welterbegebiet

Die Liste der Kulturdenkmäler im Welterbe Oberes Mittelrheintal nennt Kulturdenkmäler im Welterbe Kulturlandschaft Oberes Mittelrheintal wie Burgen, Festungen, Schlösser, Sakralbauten, Bodendenkmäler und weitere profane Bauwerke, die im Antrag zur Aufnahme in die Welterbeliste und in der begleitenden Dokumentation zum UNESCO-Antrag aufgeführt wurden.

## Welterbe Oberes Mittelrheintal
Das „Welterbe Oberes Mittelrheintal“ bezeichnet eine Kulturlandschaft am Mittelrhein, die am 27. Juni 2002 in die Liste des Weltkulturerbes der UNESCO aufgenommen wurde. Das Welterbegebiet erstreckt sich von Bingen/Rüdesheim bis Koblenz auf einer Länge von 67 Kilometern entlang des Durchbruchstals des Rheins durch das Rheinische Schiefergebirge.
Die Einzigartigkeit dieser Kulturlandschaft ist der außergewöhnliche Reichtum an kulturellen Zeugnissen. Seine besondere Erscheinung verdankt das Mittelrheintal einerseits der natürlichen Ausformung der Flusslandschaft, andererseits der Gestaltung durch den Menschen. Seit zwei Jahrtausenden ist es einer der wichtigsten Verkehrswege für den kulturellen Austausch zwischen der Mittelmeerregion und dem Norden Europas. Im Herzen Europas gelegen, mal Grenze, mal Brücke der Kulturen, spiegelt das Tal die Geschichte des Abendlandes exemplarisch wider. Mit seinen hochrangigen Baudenkmälern, den rebenbesetzten Hängen, seinen auf schmalen Uferleisten zusammengedrängten Siedlungen und den auf Felsvorsprüngen aufgereihten Höhenburgen gilt es als Inbegriff der Rheinromantik. Nicht zuletzt inspirierte es Heinrich Heine zur Dichtung seines Loreleylieds.

## Erklärung
- Kulturdenkmal: Nennt den Namen des Kulturdenkmals.
- Ort: Nennt den Ort, in/bei dem sich das Kulturdenkmal befindet.
- Baujahr: Nennt das Jahr der erstmaligen Errichtung des Kulturdenkmals.
- Beschreibung: Gibt einen kurzen Überblick über das Kulturdenkmal.
- Foto: Foto des Kulturdenkmals (falls vorhanden).

Hinweis: Die Liste ist jeweils stromabwärts von Bingen / Rüdesheim in Richtung Koblenz sortiert.

## Burgen
| Kulturdenkmal         | Ort               | Baujahr                | Beschreibung | K                  | Foto           |
| Linksrheinisch        | Linksrheinisch    | Linksrheinisch         | Linksrheinisch | Linksrheinisch     | Linksrheinisch |
| --------------------- | ----------------- | ---------------------- | --- | ------------------ | -------------- |
| Burg Klopp            | Bingen            | zwischen 1240 und 1277 | Burg der Mainzer Erzbischöfe, teilweiser Wiederaufbau 1853, Neubau des Hauptgebäudes 1875–1879                                                               | 49.966333 7.896589 |                |
| Trutzbingen           | Münster-Sarmsheim | 1493                   | Trutzburg der Stadt Münster-Sarmsheim gegen Bingen | 49.950842 7.897486 |                |
| Burg Rheinstein       | Trechtingshausen  | 1316                   | Burg der Mainzer Erzbischöfe gegen Kurpfalz, Wiederaufbau 1825–29 durch Prinz Friedrich von Preußen                                                          | 49.993694 7.858428 |                |
| Burg Reichenstein     | Trechtingshausen  | 1213                   | 1344 an Kurmainz, Wiederaufbau 1899 durch Nikolaus von Kirsch-Puricelli im Stil der Rheinromantik                                                            | 50.005125 7.853503 |                |
| Burg Sooneck          | Niederheimbach    | 1271                   | Neubau 1344 durch die Herren von Waldeck, Wiederaufbau als Jagdschloss durch vier preußische Prinzen von 1842 bis 1861                                       | 50.0195 7.824931   |                |
| Heimburg              | Niederheimbach    | 1294–1305              | Burg der Mainzer Erzbischöfe zur Sicherung der Enklave Niederheimbach, nach 1860 teilweiser Wiederaufbau, 1920 Ausbau                                        | 50.033925 7.806603 |                |
| Burg Fürstenberg      | Rheindiebach      | 1219                   | Burg des Erzstifts Köln, 1243 an Kurmainz | 50.041719 7.787386 |                |
| Burg Stahleck         | Bacharach         | um 1100                | 1925 Rekonstruktion der Ring- und Schildmauer, 1931 Neubau Palas                                                                                             | 50.058192 7.765683 |                |
| Burg Stahlberg        | Bacharach         | 1158–1168              | Burg des Erzstifts Köln, 1243 an Kurmainz | 50.057031 7.738581 |                |
| Schönburg             | Oberwesel         | 1149                   | 13./14. Jahrhundert Ganerbenburg, Ausbau und Wiederaufbau von 1895 bis 1982 in mehreren Phasen                                                               | 50.101247 7.732222 |                |
| Burg Rheinfels        | Sankt Goar        | 1245                   | 13./14. Jahrhundert Ausbau zur Residenz, nach 1479 Bau von Kasematten und Außenwerken, 17. Jahrhundert Ausbau zur großen Festung                             | 50.154131 7.704428 |                |
| Alte Burg             | Boppard           | um 1265                | Erbauung des Bergfriedes um 1265, Erweiterung unter Balduin von Luxemburg 1327                                                                               | 50.232675 7.593653 |                |
| Alte Burg             | Koblenz           | 1277                   | Errichtung unter dem Trierer Erzbischof Heinrich II. von Finstingen auf den Fundamenten eines römischen Rundturms als Zwingburg                              | 50.362361 7.594028 |                |
| Rechtsrheinisch       |                   |                        | |                    |                |
| Boosenburg            | Rüdesheim         | 12. Jhd.               | Als Sitz der Ritter Fuchs von Rüdesheim errichtet | 49.978333 7.918056 |                |
| Brömserburg           | Rüdesheim         | 1186–1190              | Kurmainzische Zollburg | 49.977614 7.917703 |                |
| Vorderburg            | Rüdesheim         | vor 1189               | Erbaut durch ein Rüdesheimer Adelsgeschlecht | 49.978222 7.923125 |                |
| Burg Ehrenfels        | Rüdesheim         | um 1211                | Erbaut durch Philipp III. von Bolanden im Auftrag des Mainzer Erzbischofs, bildete zusammen mit dem Binger Mäuseturm einen der stärksten Zollriegel am Rhein | 49.975278 7.880556 |                |
| Ruine Nollig          | Lorch             | 14. Jahrhundert        | Ehemaliger Wachturm | 50.047222 7.8      |                |
| Burg Waldeck          | Lorch             | um 1147                | Die heute verfallene Anlage war im 14. Jahrhundert Sitz von bis zu 22 Ganerbenfamilien                                                                       | 50.0759 7.8194     |                |
| Sauerburg             | Sauerthal         | um 1339                | | 50.082806 7.8174   |                |
| Burg Pfalzgrafenstein | Kaub              | 1326–1342              | Zollwache der Pfalzgrafen bei Rhein, errichtet auf einer Rheininsel, eine der wenigen nie zerstörten Burgen im Mittelrheintal                                | 50.08315 7.76555   |                |
| Burg Gutenfels        | Kaub              | 1220                   | Erbaut durch die Herren von Falkenstein, 1277 verkauft an den Kurfürsten von der Pfalz                                                                       | 50.087819 7.765608 |                |
| Burg Katz             | Sankt Goarshausen | 1360–1371              | Erbaut von den Grafen von Katzenelnbogen, eigentlicher Name Burg Neukatzenelnbogen                                                                           | 50.151794 7.724142 |                |
| Burg Reichenberg      | Reichenberg       | 1319–1331              | Erbaut von den Grafen von Katzenelnbogen | 50.158492 7.759975 |                |
| Burg Maus             | Sankt Goarshausen | 1353–1388              | Erbaut durch den Trierer Erzbischof Boemund II. | 50.171889 7.695994 |                |
| Burg Liebenstein      | Kamp-Bornhofen    | 13. Jahrhundert        | Feindliche Brüder, neu erbauter Sitz der Erben der Herren von Bolanden, nachdem Burg Sterrenberg als Reichspfand an den Erzbischof von Trier ging            | 50.212303 7.635444 |                |
| Burg Sterrenberg      | Kamp-Bornhofen    | um 1034                | Feindliche Brüder, älteste erhaltene Burganlage im Mittelrheintal                                                                                            | 50.213425 7.633139 |                |
| Burg Osterspai        | Osterspai         | 14. Jahrhundert        | | 50.246278 7.615917 |                |
| Marksburg             | Braubach          | um 1231                | Zollburg, einzige nie zerstörte mittelalterliche Höhenburg am Mittelrhein                                                                                    | 50.271906 7.648853 |                |
| Burg Lahneck          | Lahnstein         | 1226–1245              | Erbaut durch den Mainzer Erzbischof Siegfried III. von Eppstein zum Schutz der Lahnmündung und der Mainzer Enklave                                           | 50.306289 7.612464 |                |
|                       |                   |                        | |                    |                |

## Festungen
| Kulturdenkmal             | Ort                | Baujahr             | Beschreibung | K                  | Foto |
| ------------------------- | ------------------ | ------------------- | --- | ------------------ | ---- |
| Festung Koblenz           | Koblenz            | 1815–1834           | Preußisches System von Festungswerken, errichtet nach dem Polygonalsystem, eine der größten Festungen ihrer Zeit in Europa             | 50.36473 7.61533   |      |
| Linksrheinisch            |                    |                     | |                    |      |
| Fort Großfürst Konstantin | Koblenz            | 1822–1827           | Teil der Festung Koblenz, Vorposten der Feste Kaiser Alexander                                                                         | 50.350556 7.586111 |      |
| Stadtbefestigung Koblenz  | Koblenz            | Seit 3. Jahrhundert | Vormals römische und kurtrierische Stadtmauer, im 19. Jahrhundert als Teil der Festung Koblenz zu einer mächtigen Wallanlage ausgebaut |                    |      |
| Feste Kaiser Franz        | Koblenz            | 1816–1822           | Festungsanlage im System der Festung Koblenz                                                                                           | 50.370556 7.591667 |      |
| Neuendorfer Flesche       | Koblenz-Lützel     | 1820–1825           | Teil der Festung Koblenz, Flesche im System der Feste Kaiser Franz                                                                     | 50.374639 7.597444 |      |
| Rechtsrheinisch           |                    |                     | |                    |      |
| Fort Asterstein           | Koblenz-Asterstein | 1818–1828           | Teil der Festung Koblenz, Fort im System Pfaffendorfer Höhe                                                                            | 50.354861 7.615389 |      |
| Festung Ehrenbreitstein   | Koblenz            | 1817–1828           | Festungsanlage im System der Festung Koblenz, thront als größtes fast vollständig erhaltenes Festungswerk über dem Mittelrheintal      | 50.365 7.615278    |      |
| Werk Pleitenberg          | Koblenz-Niederberg | 1827–30             | Defensibles Pulvermagazin im Vorfeld der Festung Ehrenbreitstein                                                                       | 50.370911 7.621194 |      |
|                           |                    |                     | |                    |      |

## Schlösser
| Kulturdenkmal          | Ort            | Baujahr        | Beschreibung | K                  | Foto           |
| Linksrheinisch         | Linksrheinisch | Linksrheinisch | Linksrheinisch | Linksrheinisch     | Linksrheinisch |
| ---------------------- | -------------- | -------------- | --- | ------------------ | -------------- |
| Schloss Stolzenfels    | Koblenz        | 1242–1259      | Unter dem Trierer Erzbischof Arnold II. von Isenburg als Zollburg errichtet, Zerstörung 1689 im Pfälzischen Erbfolgekrieg, Wiederaufbau unter Friedrich Wilhelm IV. 1826–1842 als Schloss im Stil der Neugotik, Inbegriff der Rheinromantik | 50.303056 7.592222 |                |
| Kurfürstliches Schloss | Koblenz        | 1777–1793      | Letzte Residenz des Erzbischofs und Kurfürsten von Trier bis zur Zerschlagung des Kurstaats 1794 durch französische Revolutionstruppen, bedeutendste Schlossanlage am Mittelrhein                                                           | 50.355583 7.602222 |                |
| Rechtsrheinisch        |                |                | |                    |                |
| Jagdschloss Niederwald | Rüdesheim      | nach 1764      | Jagdschloss des Grafen Karl Maximilian von Ostein | 49.985505 7.882644 |                |
| Schloss Liebeneck      | Osterspai      | 1590           | Jagdschloss der Herren von Liebenstein | 50.24125 7.619     |                |
| Schloss Philippsburg   | Braubach       | 1568–1571      | Residenz des Landgrafen Philipp II. von Hessen-Rheinfels | 50.270139 7.648056 |                |
| Schloss Martinsburg    | Lahnstein      | 1298           | Zollburg der Erzbischöfe und Kurfürsten von Mainz | 50.2975 7.605556   |                |
| Schloss Philippsburg   | Koblenz        | 1626–1632      | Residenz der Kurfürsten und Erzbischöfe von Trier in Ehrenbreitstein, 1801 zerstört, erhalten geblieben ist die Pagerie, das Dikasterialgebäude, der Krummstall und der Marstall                                                            | 50.364444 7.611389 |                |
|                        |                |                | |                    |                |

## Sakralbauten
| Kulturdenkmal                               | Ort                       | Baujahr                                                          | Beschreibung | K                               | Foto           |
| Linksrheinisch                              | Linksrheinisch            | Linksrheinisch                                                   | Linksrheinisch | Linksrheinisch                  | Linksrheinisch |
| ------------------------------------------- | ------------------------- | ---------------------------------------------------------------- | --- | ------------------------------- | -------------- |
| Rochuskapelle                               | Bingen                    | 1893–1895                                                        | Neugotische Kapelle, an gleicher Stelle gab es zwei Vorgängerbauten: 1666–1795/1814–1889 | 49.9667 7.926064                |                |
| Oblatenkloster                              | Bingen                    | um 1900                                                          | Villenartiges Konventgebäude mit neugotischer Gliederung und Fachwerkpartien | 49.966259 7.927941              |                |
| St. Martin                                  | Bingen                    | 1416 geweiht                                                     | Gotische Stiftskirche an der Stelle eines romanischen Vorgängerbaus (vor 793) von dem die Krypta erhalten ist, Barbarabau 1502–1505, Restaurierung 1819 unter Zufügung von neugotischen Elementen | 49.966703 7.892106              |                |
| Evangelische Pfarrkirche                    | Bingen                    | 1858–60                                                          | Saalkirche im Rundbogenstil | 49.968596 7.90419               |                |
| St. Laurentius                              | Bingen                    | 1655–58                                                          | Ehemalige Klosterkirche der Kapuziner. Nach Brand 1698 wieder aufgebaut. Sie ist heute im Innenraum verändert wiederhergestellt und gehört zum Heilig-Geist-Hospital | 49.967984 7.896658              |                |
| Alter Friedhof                              | Bingen                    | angelegt 1831                                                    | Anfang 1900 aufgelassen sind im heutigen Park einige herausragende Grabstellen und ein Denkmal an die napoleonischen Kriege erhalten | 49.967177 7.90108               |                |
| Synagoge                                    | Bingen                    | 1905                                                             | Von dem neuromanischen Bau sind nach der Zerstörung 1938 noch Reste an der Straßenseite erhalten | 49.967476 7.899084              |                |
| Jüdischer Friedhof                          | Bingen                    | 16. Jahrhundert                                                  | Mit über 1000 Grabsteinen der größte seiner Art am Mittelrhein | 49.961708 7.900447              |                |
| St. Rupert                                  | Bingerbrück               | 1890–92                                                          | Basilika in spätromanisch rheinischen Formen | 49.964971 7.887954              |                |
| Gustav-Adolf-Gedächtniskirche (Bingerbrück) | Bingerbrück               | 1894/95                                                          | Bruchsteinbau in neugotischen Formen | 49.965966 7.886627              |                |
| Clemenskapelle                              | Trechtingshausen          | 13. Jahrhundert                                                  | Romanische Kapelle mit gotischen Änderungen, Putz rekonstruiert | 50.00266 7.85565                |                |
| St. Michaelskapelle                         | Trechtingshausen          | 15. Jahrhundert                                                  | Doppelstöckiger Kapellenbau, der im 19. Jahrhundert verändert wurde | 50.00266 7.85565                |                |
| St. Clemens                                 | Trechtingshausen          | 1823–25                                                          | Über einem kreuzförmigen Grundriss erbaute kath. Pfarrkirche | 50.01109 7.84906                |                |
| St. Mariae Himmelfahrt                      | Niederheimbach            | 1915–21                                                          | Basilika in neugotischen Formen, in die Elemente des 13. und 14. Jhd. integriert sind | 50.03452 7.80693                |                |
| Evangelische Pfarrkirche                    | Manubach                  | 13. Jahrhundert                                                  | Spätromanischer Bau mit barocker Erweiterung nach Norden | 50.03163 7.75934                |                |
| St. Margarethe                              | Oberheimbach              | 1256 geweiht                                                     | Die frühgotische Pfeilerkirche wurde im 14. Jhd. umgebaut, der Westturm wurde 1766 erneuert | 50.022554 7.78585               |                |
| Jüdischer Friedhof                          | Oberheimbach              | vor 1715                                                         | Grabplatten aus dem 19./20. Jahrhundert | 50.0188 7.776                   |                |
| St. Mauritius                               | Oberdiebach               | 14. Jahrhundert                                                  | Die beiden unteren Geschosse des Glockenturms stammen von einer romanischen Vorgängerkirche | 50.032 7.7767                   |                |
| Friedhof                                    | Oberdiebach               |                                                                  | Mittelalterlicher Wehrfriedhof dessen Ringmauer erhalten ist | 50.02894 7.77748                |                |
| St. Peter Kirche                            | Bacharach                 | 12./13. Jahrhundert                                              | Spätromanische dreischiffige Emporenbasilika mit gotischen Fensterumbauten | 50.059778 7.767889              |                |
| Wernerkapelle                               | Bacharach                 | ab 1289                                                          | Kapellenbau der Hochgotik, Wahrzeichen der Rheinromantik | 50.059472 7.767111              |                |
| Josefskapelle                               | Bacharach                 | 1759                                                             | Der dreiachsige Bau ist in die Häuserzeile eingefügt, er war früher Rektoratskirche einer zugehörigen Schule | 50.05902 7.76791                |                |
| St. Anna                                    | Bacharach-Steeg           | 14. Jahrhundert                                                  | Unregelmäßige zweischiffige Pfeilerhalle, Turmhelm 16. Jhd. | 50.053937 7.746154              |                |
| St. Martin Kirche                           | Oberwesel                 | um 1350                                                          | Als gotische Stiftskirche an der Stelle einer romanischen Pfarrkirche errichtet, der Turm ist als Wehrbau den Türmen der Stadtbefestigung nachempfunden | 50.10998 7.72029                |                |
| Wernerkapelle                               | Oberwesel                 | um 1700                                                          | Die Kapelle entstand aus dem ruinösen Chor einer ehemaligen Hospitalkirche | 50.110211 7.723688              |                |
| Liebfrauenkirche                            | Oberwesel                 | ab 1308                                                          | Gotische Stiftskirche an der Stelle einer romanischen Vorgängerkirche erbaut | 50.104129 7.730452              |                |
| Minoritenkloster                            | Oberwesel                 | um 1242                                                          | Von der Kölner Ordensprovinz der Franziskaner gegründet, Kirche um 1280, säkularisiert 1802, beim Stadtbrand von 1836 zerstört, seitdem sind Teile als Ruine erhalten | 50.10801 7.72474                |                |
| Stiftskirche St. Goar                       | Sankt Goar                | Krypta: 11. Jahrhundert, Türme: um 1250, Schiff: 15. Jahrhundert | Evangelische Pfarrkirche eines ehemaligen Stiftes | 50.150528 7.714889              |                |
| St. Goar und St. Elisabeth                  | Sankt Goar                | 19. Jahrhundert                                                  | Katholische Pfarrkirche | 50.15193 7.71104                |                |
| St. Maria und Johannes                      | Boppard-Hirzenach         | 12. Jahrhundert                                                  | Ehemalige Benediktiner-Propsteikirche mit gotischen Umbauten des 13. und 15. Jahrhunderts | 50.177439 7.643191              |                |
| St. Aegidius                                | Boppard-Bad Salzig        | 1899–1902                                                        | Neugotische Hallenkirche, Chor und Westturm des Vorgängerbaus aus dem 15. Jahrhundert sind erhalten | 50.204372 7.632489              |                |
| Synagoge Boppard                            | Boppard                   | 1867                                                             | Ehemalige Synagoge der Bopparder Juden, Zerstörung 1938 | 50.23056 7.59473                |                |
| St. Severus Kirche                          | Boppard                   | 12./13. Jahrhundert                                              | Katholische Pfarrkirche, errichtet auf einem römischen Militärbad | 50.232333 7.591667              |                |
| Karmeliterkirche                            | Boppard                   | um 1300                                                          | Drittälteste Ordensniederlassung der Karmeliter in Deutschland | 50.2325 7.588444                |                |
| Kloster Marienberg                          | Boppard                   | 1120                                                             | Das Kloster wurde 1738 zerstört und 1739–53 wieder aufgebaut | 50.229167 7.595833              |                |
| St. Martin                                  | Boppard                   | 1776–78                                                          | Neubau der Kirche des ehemaligen Franziskanerinnenklosters von 1425 | 50.22993 7.60374                |                |
| Franziskanerkloster                         | Boppard                   | 1683–86                                                          | Ehemalige Klosterkirche im gotisierenden Barock | 50.23238 7.5962                 |                |
| Christuskirche                              | Boppard                   | 1850–52                                                          | Erbaut nach Plänen des Bauinspektor Althoff und finanziert durch König Friedrich-Wilhelm IV., 1885–87 östlicher Erweiterungsbau und Westturm | 50.2306 7.59269                 |                |
| Jakobsbergerhof                             | Boppard                   | 1157                                                             | Wirtschaftsgut des nicht mehr existierenden Augustinerinnen-Klosters Peternach | 50.256658 7.592025              |                |
| St. Lambert Kirche                          | Spay                      | 1899                                                             | Katholische Pfarrkirche | 50.262278 7.6465                |                |
| Alte Kirche                                 | Niederspay                | 1670                                                             | Saalbau, nach Verfall 1978/79 Wiederherstellung als Kulturzentrum | 50.263691 7.646524              |                |
| Peterskapelle                               | Peterspay                 | um 1300                                                          | Flach gedeckter Saalbau mit bedeutenden Ausmalungen aus der Entstehungszeit | 50.24939 7.638009               |                |
| Jüdischer Friedhof                          | Spay                      |                                                                  | Friedhof mit 34 Grabsteinen des 19./20. Jahrhunderts |                                 |                |
| St. Margaretha und St. Heinrich             | Brey                      | 14. Jahrhundert                                                  | Chor gotisch, Langhaus von 1954/55 | 50.27161 7.62698                |                |
| St. Dionysius                               | Rhens                     | Turm: 13. Jahrhundert Schiff: 16. Jahrhundert                    | Ersterwähnung 873/74, Spätromanischer Turm mit gotischen Umformungen, Saal und Chor spätgotisch, barocke Zutaten | 50.279917 7.617917              |                |
| St. Theresia                                | Rhens                     | 1906–08                                                          | Dreischiffige Hallenkirche in spätgotischen Formen | 50.280833 7.618556              |                |
| Synagoge Rhens                              | Rhens                     | 1668                                                             | Fachwerkhaus in Mischbauweise | 50.281608 7.617712              |                |
| Pfarrkirche St. Menas                       | Koblenz                   | 1826–1833                                                        | Katholische Pfarrkirche im Stadtteil Stolzenfels, die einzige Kirche mit einem Menas-Patrozinium nördlich der Alpen | 50.304861 7.591806              |                |
| St.-Josef-Kirche                            | Koblenz                   | 1894–1897                                                        | Katholische Pfarrkirche, errichtet im Zuge der südlichen Stadterweiterung | 50.346167 7.590981              |                |
| Christuskirche                              | Koblenz                   | 1901–1904                                                        | Erster evangelischer Kirchenneubau in Koblenz, errichtet im Zuge der südlichen Stadterweiterung | 50.355 7.593444                 |                |
| Herz-Jesu-Kirche                            | Koblenz                   | 1900–1903                                                        | Katholische Pfarrkirche, bedeutender neuromanischer Sakralbau, errichtet von Ludwig Becker im Zuge der südlichen Stadterweiterung | 50.3568 7.591                   |                |
| Jesuitenkirche                              | Koblenz                   | 1613–1617                                                        | Filialkirche der katholischen Pfarrei St. Kastor, Kirche eines ehemaligen Jesuitenkollegs | 50.360278 7.598889              |                |
| Liebfrauenkirche                            | Koblenz                   | 1180–1205                                                        | Katholische Stadtpfarrkirche von Koblenz, errichtet anstelle einer spätantiken Halle | 50.360775 7.595994              |                |
| Florinskirche                               | Koblenz                   | Um 1100                                                          | Kirche der evangelischen Gemeindekirche im Stadtzentrum, Kirche des ehemaligen Stifts St. Florin | 50.361944 7.597222              |                |
| St.-Jakobus-Kapelle                         | Koblenz                   | 1355                                                             | Ehemalige Friedhofskapelle des Deutschen Ordens, heute Gotteshaus der alt-katholischen Gemeinde | 50.361944 7.602417              |                |
| St. Kastor                                  | Koblenz                   | Erster Bau von 836                                               | Erster Bau errichtet unter dem Trierer Erzbischof Hetti mit Unterstützung Kaiser Ludwigs des Frommen vor den Toren der Stadt Confluentes, 842 wurden hier die Bestimmungen über die fränkische Reichsteilung von den Söhnen Ludwigs des Frommen ausgehandelt. Heutige Kirche romanisch aus dem 12. und frühen 13. Jahrhundert. Auf dem Vorplatz befindet sich der Kastorbrunnen aus napoleonischer Zeit, 1991 von Papst Johannes Paul II. zur Basilica minor erhoben | 50.362222 7.604444              |                |
| Rechtsrheinisch                             |                           |                                                                  | |                                 |                |
| St. Jakobus                                 | Rüdesheim                 | 12. Jahrhundert/1390                                             | An einen romanischen Glockenbau wurde eine zweischiffige gotische Hallenkirche angebaut. Nach schweren Beschädigungen erfolgte von 1949 bis 1960 ein veränderter Wiederaufbau | 49.97923 7.92396                |                |
| Evangelische Pfarrkirche                    | Rüdesheim                 | 1855                                                             | Erste evangelische Kirche im Rheingau | 49.982292492144 7.927800290218  |                |
| Abtei St. Hildegard                         | Rüdesheim-Eibingen        | 1900–1904                                                        | Benediktinerinnen-Abtei | 49.9925 7.928056                |                |
| St. Hildegard                               | Rüdesheim-Eibingen        | 1148 / 1935                                                      | Ehemaliges Kloster der Hildegard von Bingen, heute Pfarr- und Wallfahrtskirche | 49.98588 7.928229               |                |
| Nothgottes                                  | bei Rüdesheim-Eibingen    | 1674                                                             | Ehemaliges Kapuziner-Kloster | 50.0029 7.9258                  |                |
| St. Laurentius                              | Rüdesheim-Presberg        | 1700                                                             | Beim Bau wurden Teile einer älteren Kapelle einbezogen. 1928 folgte eine Erweiterung | 50.0522 7.893                   |                |
| ehemalige Pfarrkirche Heilig Kreuz          | Rüdesheim-Assmannshausen  | 14. Jahrhundert                                                  | Katholische Pfarrkirche | 49.9882 7.8673                  |                |
| St. Petronella                              | Rüdesheim-Aulhausen       | 18. Jahrhundert                                                  | Veränderter gotischer Kirchenbau mit Erweiterung nach 1965 | 49.993688 7.890822              |                |
| Kloster Marienhausen                        | Rüdesheim-Aulhausen       | 13. Jahrhundert                                                  | Das ehemalige Zisterzienserkloster ist heute Bestandteil des St. Vicenz-Stifts | 49.996022 7.895565              |                |
| Heilig-Kreuz-Kapelle                        | Lorch                     | 1677 geweiht                                                     | Erweiterung 1738 | 50.051731 7.819802              |                |
| St. Martin                                  | Lorch                     | 13. Jahrhundert                                                  | Über den Resten einer spätromanischen Basilika errichteter gotischer Bau | 50.04396 7.804308               |                |
| St. Bonifatius                              | Lorchhausen               | 1877–79                                                          | Neugotische Basilika nach Plänen von Max Meckel | 50.052844 7.784785              |                |
| Clemenskapelle                              | Lorchhausen               | 1908                                                             | Schlichter Rechteckbau aus Bruchstein mit kleinem Dachreiter | 50.054454 7.788371              |                |
| St. Katharina                               | Lorch-Ransel              | 1740–1745                                                        | Saalbau aus unverputztem Bruchsteinmauerwerk | 50.102323 7.843233              |                |
| Simultankirche                              | Kaub                      | 13. Jahrhundert                                                  | Der Bau wurde als Wehrkirche nachträglich in die Stadtbefestigung eingefügt. Er ist mehrfach umgebaut und im 15. Jahrhundert erweitert worden. Seit dem 16. Jahrhundert evangelische und nach Abtrennung des spätgotischen Chors simultane Nutzung. Der katholische Teil wurde 1769–72 durch einen Neubau ersetzt und 1953/54 vergrößert | 50.088261630753 7.7622847020604 |                |
| St. Johannes                                | Sankt Goarshausen         | 1923–1925                                                        | Katholische Bruchsteinkirche | 50.152924 7.719098              |                |
| Evangelische Kirche                         | Sankt Goarshausen         | 1860–1863                                                        | Nach Plänen des nassauischen Staatsbaubaurats Eduard Zais erbaut. | 50.153541 7.718303              |                |
| Jüdischer Friedhof (Bornich)                | Bornich                   | Ältester Grabstein von 1724                                      | Gemeinsamer Friedhof für die Gemeinden von Bornich, Bogel, Ruppertshofen, St. Goarshausen, Welterod, St. Goar und Werlau | 50.145254 7.776217              |                |
| Kloster Bornhofen                           | Kamp-Bornhofen            | 1680–1684                                                        | Franziskaner-Kloster | 50.214 7.6288                   |                |
| St. Nikolaus                                | Kamp-Bornhofen            | 1902–04                                                          | Dreischiffige Pfeilerbasilika nach Plänen des Architekten Dormann | 50.229175 7.616023              |                |
| St. Barbara                                 | Braubach                  | 14. Jahrhundert                                                  | Die ehemalige Pfarrkirche wurde mehrfach umgebaut und ist jetzt evangelisches Gemeindehaus | 50.272483 7.645139              |                |
| Markuskirche                                | Braubach                  | 1891–1901                                                        | Zweischiffige Emporenhalle in neugotischen Formen | 50.274595 7.644701              |                |
| St. Martin                                  | Braubach                  | 1242                                                             | Der romanische Sakralbau mit frühgotischem Chor ist heute Friedhofskapelle | 50.27466 7.64477                |                |
| Allerheiligenbergkapelle                    | Lahnstein                 | 1895–1901                                                        | Neugotischen Kirche als Gedenkstätte für die Gefallenen des deutsch-französischen Krieges 1870/71 erbaut | 50.3122 7.6183                  |                |
| St. Barbara                                 | Lahnstein-Niederlahnstein | 1937–38                                                          | Der Saalbau mit Flankenturm wurde nach Plänen von Martin Weber errichtet | 50.31216 7.60288                |                |
| Johanniskirche                              | Lahnstein                 | 1130–1136                                                        | Katholische Kirche errichtet auf einem römischen Burgus, früheste Emporenkirche am Rhein im Stil der Spätromanik | 50.310111 7.595278              |                |
| St. Martin                                  | Lahnstein                 | 1099                                                             | Romanischer Grundbau, gotischer Chor, barockes Mittelschiff im Hallenstil | 50.30098 7.60423                |                |
| St. Maximin                                 | Koblenz                   | 1916–1918                                                        | Katholische Kirche im Stadtteil Horchheim, deren Vorgängerbauten bis ins 12. Jahrhundert zurückreichen | 50.328333 7.597639              |                |
| Kloster Bethlehem                           | Koblenz                   | 1903–1904                                                        | Kloster der Klarissen-Kapuzinerinnen von der Ewigen Anbetung im Stadtteil Pfaffendorf | 50.343611 7.60375               |                |
| St. Peter und Paul                          | Koblenz-Pfaffendorf       | 1901–1903                                                        | Katholische Kirche, deren Vorgängerbauten bis ins frühe 14. Jahrhundert zurückreichen | 50.348389 7.605194              |                |
| Evangelische Kirche Koblenz-Pfaffendorf     | Koblenz-Pfaffendorf       | 1901                                                             | Evangelische Kirche im Stadtteil Pfaffendorf | 50.353167 7.609278              |                |
| Kapuzinerkloster Koblenz                    | Koblenz-Ehrenbreitstein   | 1628–1629                                                        | Kapuzinerkloster, 2008 aufgelöst | 50.358722 7.611028              |                |
| St. Nikolaus Kirche                         | Koblenz-Arenberg          | 1860–1872                                                        | Katholische Wallfahrtskirche | 50.368056 7.652917              |                |
| Pfarrer-Kraus-Anlagen                       | Koblenz-Arenberg          | 1845–1860                                                        | Europaweit einzigartige Landschaftsbilderbibel, geschaffen durch den Pfarrer Johann Baptist Kraus | 50.368611 7.653056              |                |
| Kloster Arenberg                            | Koblenz-Arenberg          | 1864                                                             | Dominikanerinnen-Kloster | 50.369444 7.655                 |                |
|                                             |                           |                                                                  | |                                 |                |

## Bodendenkmäler
| Kulturdenkmal            | Ort               | Baujahr                     | Beschreibung | K                              | Foto           |
| Linksrheinisch           | Linksrheinisch    | Linksrheinisch              | Linksrheinisch | Linksrheinisch                 | Linksrheinisch |
| ------------------------ | ----------------- | --------------------------- | --- | ------------------------------ | -------------- |
| Villa Rustica            | Weiler bei Bingen | 200                         | Ehemaliger römischer Gutshof im Binger Wald, Grabungen und Sicherung der Reste werden über Jahre fortgeführt                                          | 49.968972 7.83825              |                |
| Römerstraße              | Bacharach         |                             | Erhaltener 50 Meter langer Abschnitt einer Römerstraße als Verbindung zwischen der Rheintalstraße und der Ausoniusstraße                              |                                |                |
| Kastell Boppard          | Boppard           | 4. Jahrhundert              | Überreste eines spätrömischen Kastells, gelegen an der römischen Rheintalstraße                                                                       | 50.23169 7.591193              |                |
| Römische Wasserleitung   | Brey              | 2./3. Jahrhundert           | Der in den Fels gegrabene Aquädukttunnel ist bis auf 500 Meter Länge erforscht                                                                        | 50.266656 7.614876             |                |
| Mercuriustempel          | Koblenz           | 1. Jahrhundert v. Chr.      | Eine gallorömische Tempelanlage im Koblenzer Stadtwald, geweiht Mercurius und seiner gallischen Gefährtin Rosmerta, ausgegraben um 1920               | 50.29315643573 7.5699745852617 |                |
| Villa Rustica            | Koblenz           | 1. Jahrhundert              | Ehemaliger römischer Gutshof im Koblenzer Stadtwald nahe dem Remstecken, ausgegraben ab 1989                                                          | 50.2992 7.5756                 |                |
| Höhensiedlung Dommelberg | Koblenz           | 11./10. Jahrhundert v. Chr. | Befestigte prähistorische Höhensiedlung von der Urnenfelderkultur bis in die Eisenzeit auf dem Dommelberg im Koblenzer Stadtwald, ausgegraben ab 1900 | 50.317222 7.583611             |                |
| Rechtsrheinisch          |                   |                             | |                                |                |
| Kastell Niederberg       | Koblenz           | 259/260                     | Ehemaliges römisches Auxiliarkastell des Obergermanischen Limes im Stadtteil Niederberg                                                               | 50.368856 7.627336             |                |
|                          |                   |                             | |                                |                |

## Profane Bauwerke
| Kulturdenkmal                            | Ort                                                                                    | Baujahr             | Beschreibung | K                  | Bild |
| ---------------------------------------- | -------------------------------------------------------------------------------------- | ------------------- | --- | ------------------ | ---- |
| Hindenburgbrücke                         | zwischen Rüdesheim am Rhein und Bingen am Rhein                                        | 1915                | Eisenbahnbrücke über den Rhein, 1945 zerstört und danach nicht wiederaufgebaut | Welt-Icon          |      |
| Linksrheinisch                           |                                                                                        |                     | |                    |      |
| Villa Sachsen                            | Bingen am Rhein-Kempten                                                                | 1843                | Landgut in klassizistischem Rundbogenstil. 1898/99 erfolgte der Umbau zum Weingut | 49.968637 7.925654 |      |
| Rheinkran                                | Bingen am Rhein                                                                        | 1487                | Hafenkran | 49.970128 7.905618 |      |
| Zollhaus                                 | Bingen am Rhein                                                                        | 1912                | Quaderbau mit Fachwerkpartien und Treppenturm am Rheinufer | 49.970247 7.902107 |      |
| Festhalle                                | Bingen am Rhein                                                                        | 1911–13             | Putzbau mit Barock- und Jugendstilelementen | 49.969717 7.893986 |      |
| Draisbrunnen                             | Bingen am Rhein                                                                        | 1158 Ersterwähnung  | 365 Meter lange Laufbrunnenanlage, die über Stollen das Quellwasser aus dem Fels des Rochusbergs heranführt | 49.96874 7.905856  |      |
| Kreisamtsgebäude                         | Bingen am Rhein                                                                        | 1903                | Gründerzeitbau mit einer Mischung aus romanischen, Renaissance- und Jugendstilelementen | 49.966778 7.899703 |      |
| Sektkellerei Scharlachberg               | Bingen am Rhein                                                                        | 1927                | In expressionistischen Formen ausgeführtes Gebäude mit Arbeitshallen und Büroräumen | 49.961332 7.893976 |      |
| Palais Puricelli                         | Bingen am Rhein                                                                        | 1789                | Wohngebäude im neubarocken Stil mit Empireelementen | 49.96761 7.894739  |      |
| Haferkasten                              | Bingen am Rhein                                                                        | 18. Jahrhundert     | Neubau unter Verwendung älterer Teile eines Nachfolgebaus des 1417 ersterwähnten Kaufhauses | 49.967461 7.89235  |      |
| Kaiser-Friedrich-Turm                    | Bingen am Rhein                                                                        | 1887                | Der Aussichtsturm in Bruchstein mit Backsteinabschluss ist ein Zeugnis des Rheintourismus | 49.958898 7.900564 |      |
| Drususbrücke                             | Bingen am Rhein                                                                        | 11. Jahrhundert     | Straßenbrücke über die Nahe; die älteste erhaltene Steinbrücke des Mittelalters in Deutschland | 49.960078 7.893022 |      |
| Preußische Meilensteine                  | Bingerbrück, Niederheimbach, Oberwesel, St. Goar-Fellen, 2 × Boppard, Brey und Koblenz | 19. Jhd.            | Acht Meilensteine entlang des Mittelrheintals zwischen Bingen und Koblenz, die von Preußen zur Entfernungsanzeige aufgestellt wurden | 50.2728 7.632101   |      |
| Binger Mäuseturm                         | Bingen am Rhein                                                                        | 14. Jahrhundert     | Wehr- und Wachturm auf der Mäuseturminsel im Rhein | 49.971944 7.880833 |      |
| Reiterstellwerk                          | Bingerbrück                                                                            | 1936                | Befehlsstellwerk „Bkb“ des Eisenbahnknotenpunktes Bingerbrück | 49.97048 7.87714   |      |
| Binger Loch-Denkmal                      | Weiler bei Bingen                                                                      | 1832                | Denkmal für die Verbreiterung des Binger Lochs | 49.9745 7.8725     |      |
| Grube Amalienhöhe                        | Waldalgesheim                                                                          | 1885                | Ehemaliges Mangan- und Dolomitbergwerk, ist durch seine Architektur einzigartig unter den Industriedenkmälern Deutschlands | 49.958937 7.838831 |      |
| Schweizerhaus                            | Trechtingshausen                                                                       | 1842–1844           | Prinz Friedrich Wilhelm Ludwig von Preußen ließ das Gäste- und Ausflugshaus von Schweizer Arbeitern in Holzblockbauweise errichten | 49.988889 7.857222 |      |
| Ortsbefestigung                          | Trechtingshausen                                                                       | 14. Jahrhundert     | Große Reste der Mauer mit Turm und mehreren Toren | 50.01121 7.84909   |      |
| Ortsbefestigung                          | Niederheimbach                                                                         | 14. Jahrhundert     | Erhalten sind ein Torturm und Reste der Wehrmauer mit Wehrgang | 50.034605 7.806373 |      |
| Petersackerhof                           | Rheindiebach                                                                           | 13. Jahrhundert     | Vom ehemaligen Klosterhof ist die frühgotische Kapelle mit Ausmalungen erhalten | 50.037222 7.798836 |      |
| Bahnhof Bacharach                        | Bacharach                                                                              | um 1858             | Der spätklassizistische Typenbau ist einer der ältesten am Mittelrhein | 50.056246 7.769265 |      |
| Stadtbefestigung Bacharach               | Bacharach                                                                              | 14. Jahrhundert     | Ehemalige Stadtmauer mit 16 Türmen von der große Teile erhalten sind | 50.061111 7.769444 |      |
| Zollbastion                              | Bacharach                                                                              | 15. Jahrhundert     | Zollhof mit ehemaligem Kapuzinerkloster | 50.057468 7.768353 |      |
| Haus Sickingen                           | Bacharach                                                                              | 1470                | Eines der ältesten Fachwerkhäuser am Mittelrhein | 50.05782 7.768243  |      |
| Alter Posthof                            | Bacharach                                                                              | 1240 Ersterwähnung  | Die heutige im Kern mittelalterliche Baugruppe entstand 1593/94 und diente seit 1770 als Posthof | 50.059431 7.767987 |      |
| Altes Haus                               | Bacharach                                                                              | 1558                | Über massivem Erdgeschoss errichteter Fachwerkbau, der 1713 barock erweitert wurde | 50.060372 7.767982 |      |
| Kurpfälzische Münze                      | Bacharach                                                                              | 1592                | Giebelständige Baugruppe aus zwei Fachwerkbauten | 50.060575 7.768202 |      |
| Kriegerdenkmal                           | Bacharach                                                                              | 1914                | Denkmal in den Rheinanlagen zum Gedenken an die Kriege von 1864/66 und 1870/71 | 50.05873 7.769946  |      |
| Blüchergedenkstein                       | Bacharach                                                                              | 1853                | Gedenkstein in Erinnerung an Blüchers Rheinübergang 1813/14 | 50.081188 7.764239 |      |
| Bahnhof Oberwesel                        | Oberwesel                                                                              | 1859                | Durchgangsbahnhof an der linken Rheinstrecke zwischen Koblenz und Mainz | 50.10425 7.731529  |      |
| Stadtbefestigung                         | Oberwesel                                                                              | 13. Jahrhundert     | Stadtmauer mit 16 Wehrtürmen | 50.109663 7.723325 |      |
| Rathaus                                  | Oberwesel                                                                              | 1847–1850           | Ursprünglich in neugotischen Formen mit Zitaten der Burgenarchitektur entstanden wurde das Gebäude 1926/27 umgebaut, wobei die verschieferten Geschosse und die Dächer neu entstanden | 50.108053 7.726099 |      |
| Schneidermühle                           | Oberwesel                                                                              | 18. Jahrhundert     | Der im Kern aus dem 17. Jahrhundert stammende Bau wurde als verputzter Fachwerkbau in Mischbauweise errichtet | 50.105213 7.702882 |      |
| Bahntunnel                               | Sankt Goar                                                                             | 1858/59             | Portale die sich am mittelrheinischen Wehr- und Sakralbau orientieren | 50.148454 7.719966 |      |
| Stadtbefestigung                         | Sankt Goar                                                                             | vor 1219            | Erhalten sind Teile der hangseitigen Befestigung mit zwei Halbtürmen und einem Tor |                    |      |
| Stiftsgebäude                            | Sankt Goar                                                                             | 1790                | Langgestreckter zweigeschossiger Putzbau, heute Finanzamt | 50.150523 7.715234 |      |
| Rathaus                                  | Sankt Goar                                                                             | 1881                | Zweigeschossiger Backsteinbau in den Formen der Spätgotik und der Renaissance | 50.152158 7.711509 |      |
| Rheinhotel                               | Sankt Goar                                                                             | 1789                | Dreigeschossiger Putzbau mit dreiachsigem Risalit in der Hauptfassade | 50.150689 7.715737 |      |
| Hotel „Zum Goldenen Löwen“               | Sankt Goar                                                                             | 1782                | Das dreigeschossige Fachwerkhaus in Mischbauweise ist das ehemalige Rathaus | 50.151217 7.714657 |      |
| Stadtbefestigung                         | Boppard                                                                                | 14./15. Jahrhundert | Die römischen Mauerreste wurden integriert, zusätzlich sind große Teile der Erweiterungen erhalten | 50.231389 7.590833 |      |
| Haus Bethesda                            | Boppard                                                                                | 1858/59             | Als „Asyl für weibliche Gefangene und Gefallene“ errichtet und 1904 erweitert |                    |      |
| Humperdinckschlösschen                   | Boppard                                                                                | 1870                | Der klassizistische Putzbau war von 1897 bis 1900 der Hauptwohnsitz des Komponisten Engelbert Humperdinck | 50.230291 7.584639 |      |
| Haus Zur Arche                           | Boppard                                                                                | 16. Jahrhundert     | Der sogenannte Wasserfasshof ist im Kern erhalten und wurde 1623/24 umgebaut und erweitert | 50.231396 7.592991 |      |
| Eltzer Hof                               | Boppard                                                                                | 1566/1738           | Der ehemalige Adelshof ist eine Gesamtanlage mit zwei Wohnhäusern, die über einen Gang auf der Kastellmauer verbunden sind | 50.231848 7.58916  |      |
| St. Michael                              | Boppard                                                                                | 1902/1904           | Ehemaliges bischöfliches Alumnat für auswärtige Schüler; siebenachsiger Putzbau mit dreigeschossiger Schaufront | 50.232301 7.597145 |      |
| Ritter-Schwalbach-Haus                   | Boppard                                                                                | 13. Jahrhundert     | Das spätgotische Burghaus ist ein dreigeschossiger Massivbau mit Treppenturm und polygonalen Ecktürmchen | 50.232497 7.596643 |      |
| Ursulinenschule                          | Boppard                                                                                | 1896–98             | Entstanden als unverputzter Backsteinbau in neuromanischen bzw. neugotischen Formen wurde das Gebäude 1978 verputzt und stark verändert |                    |      |
| Stadtbefestigung                         | Rhens                                                                                  | 1390–1403           | Der größte Teil der Türme und Mauern ist, wenn auch meist nicht in Originalhöhe erhalten | 50.280388 7.616613 |      |
| Hotel Königsstuhl                        | Rhens                                                                                  | 18. Jahrhundert     | Fachwerkhaus in Mischbauweise | 50.282488 7.619483 |      |
| Hotel Deutsches Haus                     | Rhens                                                                                  | 1566/73             | Gebäude mit über die Stadtmauer vorspringendem Fachwerk | 50.282818 7.619066 |      |
| Altes Rathaus                            | Rhens                                                                                  | 1514                | Fachwerkbau, Hallenerdgeschoss, Umbau bezeichnet 1790 | 50.281398 7.616803 |      |
| Königsstuhl von Rhens                    | Rhens                                                                                  | vor 1398            | Im Mittelalter Verhandlungsort der Wahlen römisch-deutscher Könige; oktogonales Monument, ursprünglich aus dem 14. Jahrhundert, nach Zerstörung von 1804/05 Wierdaufbau 1842 | 50.282256 7.613722 |      |
| Rittersturz-Denkmal                      | Koblenz                                                                                | 1978                | Schauplatz der Rittersturz-Konferenz von 1948, hier wurde eine grundsätzliche Entscheidung für den Zusammenschluss der drei westlichen Besatzungszonen zur Bundesrepublik Deutschland getroffen | 50.328056 7.582222 |      |
| Rheinanlagen                             | Koblenz                                                                                | 1856–1861           | Im Auftrag der späteren Kaiserin Augusta vom preußischen Gartenbaumeister Peter Lenné angelegter Landschaftspark, die 3,5 Kilometer lange Rheinpromenade wurde mit zahlreichen Kunstdenkmälern und Plastiken versehen, von denen viele im Zweiten Weltkrieg zerstört wurden, zur Bundesgartenschau 2011 wird die Promenade umfangreich saniert | 50.360833 7.605    |      |
| Koblenz Hauptbahnhof                     | Koblenz                                                                                | 1899–1902           | Neobarocker Hauptbahnhof der Stadt Koblenz, bei den Luftangriffen auf Koblenz 1944/1945 schwer beschädigt, danach vereinfacht wieder aufgebaut | 50.350556 7.589167 |      |
| Vier Türme                               | Koblenz                                                                                | 1608                | Vier Häuser, deren Name „Vier Türme“ sich von einem an jedem Haus angebrachten, reich verzierten Erker ableitet | 50.360417 7.59425  |      |
| Brunnen Am Plan                          | Koblenz                                                                                | 1805–1806           | Der Brunnen wurde aus Schutt des abgebrochenen Schlosses Schönbornlust errichtet und an die erste Wasserleitung, die Kurfürst Clemens Wenzeslaus von Sachsen 1783–1786 von einer Metternicher Quelle nach Koblenz verlegen ließ, angeschlossen                                                                                                 | 50.36036 7.59514   |      |
| Haus Metternich                          | Koblenz                                                                                | 13. Jahrhundert     | Geburtshaus von Fürst Metternich | 50.361583 7.593667 |      |
| Alte Münze                               | Koblenz                                                                                | 1761–1763           | Seit dem 15. Jahrhundert ließen die Kurfürsten von Trier in Koblenz Münzen prägen, erhalten geblieben ist das Münzmeisterhaus, errichtet von Johannes Seiz | 50.361389 7.594861 |      |
| Bürresheimer Hof                         | Koblenz                                                                                | 1659–1660           | Adelshof des kurtrierischen Amtmanns Lothar Ferdinand von der Leyen-Nickenich, seit dem 19. Jahrhundert bis 1938 Synagoge, nach Luftangriffen 1944 ausgebrannt, 1955/56 wiederaufgebaut | 50.362222 7.596389 |      |
| Altes Kaufhaus                           | Koblenz                                                                                | 1419–1425           | Städtisches Kauf- und Tanzhaus, 1724 Anbringung des „Augenrollers“ in Erinnerung an den Raubritter Johann Lutter von Kobern, heute Sitz des Mittelrhein-Museums | 50.3625 7.596861   |      |
| Schöffenhaus                             | Koblenz                                                                                | 1528–1530           | Von Kurfürst Richard von Greiffenklau zu Vollrads für die Koblenzer Schöffen errichtet, heute Teil des Mittelrhein-Museums | 50.362389 7.597139 |      |
| Dreikönigenhaus                          | Koblenz                                                                                | 1701                | Ehemaliger Eltz-Rübenacher Hof, heute Sitz der Stadtbibliothek Koblenz | 50.361611 7.598    |      |
| Krämerzunfthaus                          | Koblenz                                                                                | 1582                | Ehemaliges Krämerzunfthaus und städtische Mehlwaage | 50.361861 7.598056 |      |
| Deutscher Kaiser                         | Koblenz                                                                                | um 1490             | Turmartiges fünfstöckiges Haus (Wohnturm), erbaut vom Koblenzer Schöffen und erzbischöflichen Münzmeister Konrad von Langenfeld, später Gasthaus | 50.3625 7.598361   |      |
| Rathaus der Stadt Koblenz                | Koblenz                                                                                | 1581–1599           | Ehemaliges Jesuitenkolleg mit angeschlossener Jesuitenkirche, Erweiterungen 1694–1701, seit 1895 das Rathaus der Stadt Koblenz | 50.360278 7.598056 |      |
| Historiensäule                           | Koblenz                                                                                | 2000                | Der wesentliche Teil eines Brunnens; Geschenk des Landes Rheinland-Pfalz zur 2000-Jahr-Feier von Koblenz | 50.359917 7.600833 |      |
| Theater Koblenz                          | Koblenz                                                                                | 1787                | Einziger erhaltener klassizistischer Theaterbau am Mittelrhein und das früheste erhaltene Beispiel eines Rangtheaters in Deutschland | 50.358167 7.599444 |      |
| Oberpräsidium der Rheinprovinz           | Koblenz                                                                                | 1907–1910           | Sitz des Oberpräsidenten der preußischen Rheinprovinz, zwischen den Rheinanlagen und dem Schloss gelegen, heute Sitz der Struktur- und Genehmigungsdirektion Nord | 50.357417 7.601944 |      |
| Preußisches Regierungsgebäude            | Koblenz                                                                                | 1902–1906           | Gebäude der preußischen Regierung für den Regierungsbezirk Koblenz und des Hauptsteueramtes in den Rheinanlagen, heute Sitz des Bundesamts für Ausrüstung, Informationstechnik und Nutzung der Bundeswehr | 50.358194 7.603778 |      |
| Koblenzer Hof                            | Koblenz                                                                                | 1912–1913           | Ehemaliges Grand-Hotel im neoklassizistischen Stil mit pilastergegliedertem Mittelrisalit und vorgelegter zweigeschossiger Veranda in den Rheinanlagen, heute Sitz des Bundesamts für Wehrtechnik und Beschaffung | 50.35925 7.604194  |      |
| Pegelhaus                                | Koblenz                                                                                | 1609–1611           | Von Kurfürst Lothar von Metternich im Zuge der Verstärkung der Stadtbefestigung errichteter Rheinkran, nach Bau der Moselwerft als Pegelhaus genutzt, Umbau zur BUGA 2011 als Aussichtspunkt | 50.358556 7.604722 |      |
| Kastorbrunnen                            | Koblenz                                                                                | 1812                | Kurioses Zeugnis der Napoleonischen Kriege | 50.3625 7.603472   |      |
| Deutschherrenhaus Koblenz                | Koblenz                                                                                | 1216                | Erste Niederlassung des Deutschen Ordens im Rheinland | 50.362778 7.605    |      |
| Deutsches Eck                            | Koblenz                                                                                | 1897                | Denkmal mit dem Reiterstandbild Kaiser Wilhelms I. an der Mündung der Mosel in den Rhein | 50.364167 7.605639 |      |
| Balduinbrücke                            | Koblenz                                                                                | 1342–1429           | Älteste erhaltene Brücke über die Mosel in Koblenz, erbaut unter Kurfürst Balduin von Luxemburg | 50.363889 7.593056 |      |
| Rechtsrheinisch                          |                                                                                        |                     | |                    |      |
| Niederwalddenkmal                        | Rüdesheim                                                                              | 1877–1883           | Denkmal zur Einigung Deutschlands 1871, Hauptfigur ist die 12,5 Meter hohe Germania | 49.981028 7.899833 |      |
| Landschaftspark Niederwald               | Rüdesheim                                                                              | 18. Jahrhundert     | Landschaftspark erschlossen durch Graf Karl Maximilian von Ostein | 49.983333 7.883333 |      |
| Bahnhof Rüdesheim                        | Rüdesheim                                                                              | 1854–1856           | erbaut von Heinrich Velde | 49.977054 7.915615 |      |
| Hilchenhaus                              | Lorch                                                                                  | 16. Jahrhundert     | Wohnhaus des Rheingauer Geschlechtes der Hilchen von Lorch | 50.043202 7.804499 |      |
| Blücherdenkmal                           | Kaub                                                                                   | 1894                | in Erinnerung an Blüchers Rheinübergang 1813/14 |                    |      |
| Zollschreiberei                          | Kaub                                                                                   | 1552                | Auf der alten Stadtmauer errichtet diente sie bis 1801 als kurpfälzisches Amtshaus | 50.086481 7.764465 |      |
| Wilhelm-Erbstollen                       | Kaub                                                                                   | 1873                | Tagesanlagen der ehemaligen Schiefergrube Wilhelm-Erbstollen | 50.084993 7.766899 |      |
| Häuser Kran                              | Sankt Goarshausen                                                                      | 1917                | Portaldrehkran der Firma Jäger, Duisburg | 50.14942 7.72562   |      |
| Blei- und Silberhütte Braubach           | Braubach                                                                               | 1691                | Industriedenkmal, markant sind die von Weitem sichtbaren drei Schornsteine | 50.274167 7.655833 |      |
| Altes Rathaus                            | Lahnstein-Oberlahnstein                                                                | 15. Jahrhundert     | Rheinischer Fachwerkbau mit gotischer Halle und barockem Glockendachreiter auf dem Dach | 50.299658 7.60518  |      |
| Stadtbefestigung Lahnstein mit Hexenturm | Lahnstein-Oberlahnstein                                                                | 14. Jahrhundert     | Zweifache Stadtmauer mit Gräben und 16 Türmen | 50.30221 7.60499   |      |
| Wirtshaus an der Lahn                    | Lahnstein                                                                              | 1697                | Gasthaus am Lahnufer, angeblicher Schauplatz der sagenhaften Wirtinnenverse, Zollturm von 1348 | 50.308833 7.604694 |      |
| Dietkirchener Hof                        | Lahnstein                                                                              | 1170–1190           | Romanisches Wohnhaus, auch „Heimbachhaus“ genannt, gehört zu den zehn ältesten Wohnhäusern Deutschlands |                    |      |
| Nassau-Sporkenburger Hof                 | Lahnstein-Niederlahnstein                                                              | 14. Jahrhundert     | Wohnsitz der Grafen von Nassau-Sporkenburg, heute Spielort der Städtischen Bühne Lahnstein | 50.309295 7.601735 |      |
| Martin-Gropius-Bau                       | Koblenz-Ehrenbreitstein                                                                | 1876–1877           | Ehemaliges preußisches Garnisonslazarett, erbaut im Stil der Architekten Martin Gropius und Heino Schmieden | 50.357944 7.611833 |      |
| Mutter-Beethoven-Haus                    | Koblenz-Ehrenbreitstein                                                                | 17. Jahrhundert     | Geburtshaus von Maria Magdalena Keverich, der Mutter des Komponisten Ludwig van Beethoven | 50.359825 7.6109   |      |
| Heribertturm                             | Koblenz-Ehrenbreitenstein                                                              | 1588                | Erbaut vom Trierer Kurfürsten Johann von Schönenberg im Stadtteil Ehrenbreitstein | 50.359681 7.612931 |      |
| Ehemalige kurfürstliche Residenz         | Koblenz-Ehrenbreitstein                                                                | 17./18. Jahrhundert | Von dem 1801 zerstörten Schloss sind noch die Pagerie, der Dikasterialbau, der Krummstall und der Marstall erhalten | 50.364444 7.611389 |      |
|                                          |                                                                                        |                     | |                    |      |